# Илиодор (Голованицкий)
Илиодо́р Голованицкий (в миру Иван Фёдорович; 1795—1879) — схиархимандрит Русской православной церкви.

## Биография
Иван Голованицкий родился в 1795 году в селе Староселье Киевской губернии в семье местного православного священника. С 1806 года обучался в Киевской духовной семинарии, но притесняемый своим собственным братом — учителем, в 1813 году оставил семинарию и поступил в Нижегородское ополчение.

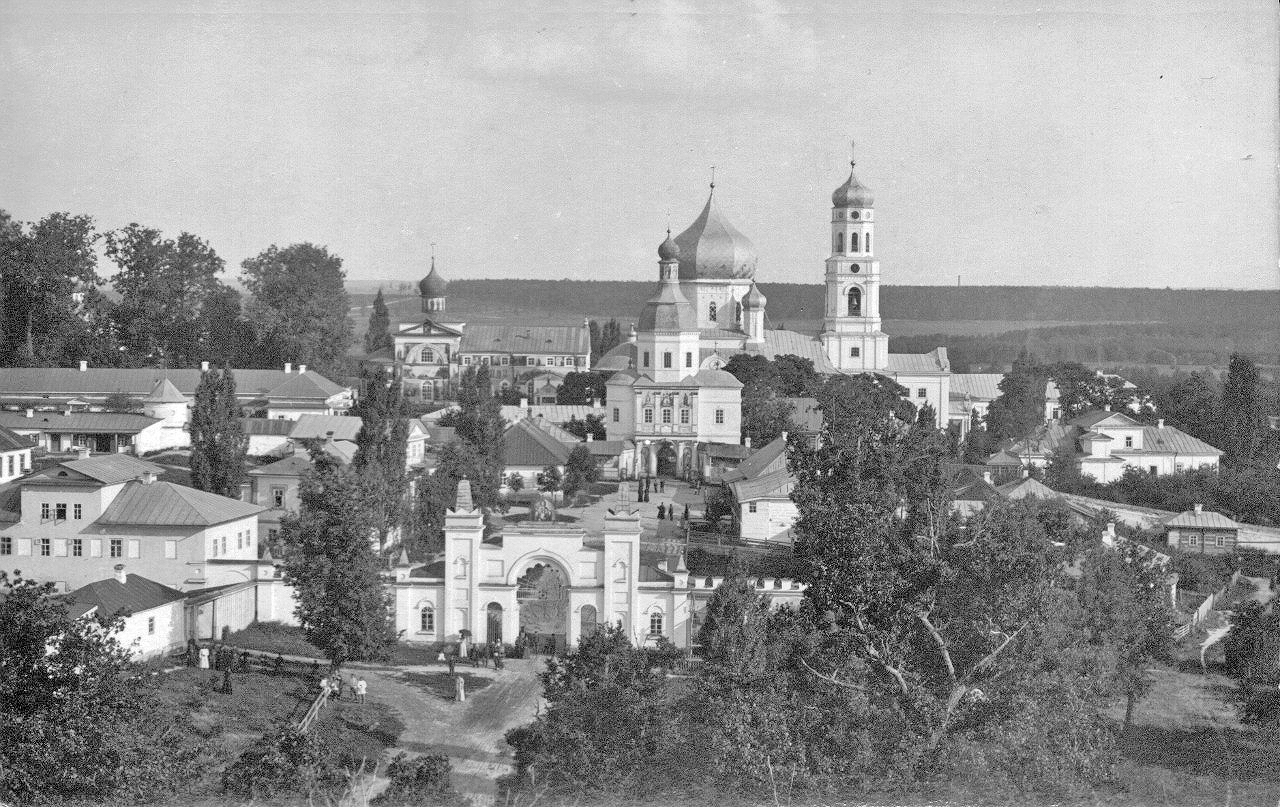
Глинская пустынь

В 1815 году Иван Фёдорович Голованицкий поступил послушником в Киево-Печерскую лавру, был затем в Иверско-Софрониевой и Глинской пустынях и в последней принял малое пострижение с именем Иоиля, а в 1824 году — полное с именем Иоанникия; в том же году рукоположен в иеродиакона.
В 1826 году Илиодор Голованицкий перемещён в Свято-Николаевский Пустынно-Рыхловский монастырь Черниговской епархии на должность казначея.
6 августа 1840 года отец Илиодор назначен архимандритом Петропавловского монастыря Глуховского уезда.
6 сентября 1845 года Илиодор Голованицкий освобождён от должности по состоянию здоровья и поселился в Глинской пустыни, приняв на себя «подвиг миротворца». Был духовным наставником Николая Дробязгина.
В 1851 году путешествовал в Палестину и на Афон.
В 1858 году принял схиму с именем Илиодора.
С 1863 года совсем уединился в лесу, где умер 11 июля (28.06.ст.ст.) 1879 года.
По отзывам современников: он был инок очень строгой жизни; говорили, что он обладал даром прозорливости; в течение своей жизни ему пришлось встретить немало недоброжелателей, завистников и клеветников.